# RusVelo (vrouwenwielerploeg)
RusVelo was een wielerploeg voor vrouwen die bestond tussen 2012 en 2014. De ploeg kende was er ook voor mannen, die bestond tussen 2012 en 2022.

## Bekende ex-rensters
Russen
Natalja Bojarskaja (2012)
Svetlana Stolbova (2012)
Kseniya Dobrynina (2012-2013)
Olga Zabelinskaja (2012-2014)
Tatjana Antosjina (2014)
Duitsers
Romy Kasper (2012)
Hanka Kupfernagel (2012-2013)
Litouws
Inga Češulienė (2014)

## Overwinningen
2012
3e etappe (ITT) Ronde van Adygea: Irina Molitsjeva
1e etappe Tour de Feminin: Larisa Pankova
3e etappe (deel A, ITT) Tour de Feminin: Larisa Pankova
4e etappe Tour de Feminin: Larisa Pankova
Eindklassement Tour de Feminin: Larisa Pankova
Proloog Ronde van Thüringen: Hanka Kupfernagel
2013
1e etappe Ronde van Adygea: Aleksandra Boertsjenkova
3e etappe Ronde van Adygea: Anastasija Tsjoelkova
1e etappe Ronde van Bretagne: Oxana Kozontsjoek
1e etappe Ronde van de Limousin: Oxana Kozontsjoek
3e etappe Trophée d'Or: Anastasija Tsjoelkova
2014
2e etappe (ITT) Ronde van Costa Rica: Olga Zabelinskaja
Eindklassement Ronde van Costa Rica: Olga Zabelinskaja

### Nationale kampioenschappen
2012
 Russisch kampioene tijdrijden: Olga Zabelinskaja
2014
 Russisch kampioene tijdrijden: Tatjana Antosjina
 Russisch kampioene op de weg: Tatjana Antosjina